# Історія Расселаса, принца Абіссинії
«Історія Расселаса, принца Абіссинії» (англ. The History of Rasselas, Prince of Abissinia) або «Расселас» - філософський роман/аполог англійського письменника Семюела Джонсона, вперше опублікований в Англії в 1759 році. Першочерговою назвою книги було «Вибір життя» (англ. The Choice of Life). Книга, що зосереджена на темах сенсу життя та справжнього щастя, розповідає про подорож абіссинського принца Расселаса та його супутників у пошуках щастя.  

## Сюжет
Головний герой, принц Расселас (син короля Абіссінії (сучасна Ефіопія)), втомлений життям у розкішному палаці свого батька, вирушає у подорож разом із своїм другом Імлаком та сестрою Некаєю щоб знайти справжнє щастя. Пригоди під час подорожі змушують героїв замислитись про природу щастя, краси, свободи та мудрості. Врешті, їх спостереження  приводять до висновку, що немає легкого шляху до щастя, що повне щастя невловиме і що «поки ви робите вибір життя, ви нехтуєте життям». 
Твір є важливою філософською спадщиною і досліджує, чи може людство досягти щастя.  